# دیوید نیکول
دیوید سی نیکول (به انگلیسی: David C. Nicolle) (زادهٔ ۴ آوریل ۱۹۴۴) تاریخ‌نگار بریتانیایی، متخصص تاریخ نظامی قرون وسطی و علاقه‌مند به مباحث مربوط به همین علم در تاریخ خاورمیانه است.
نیکول پیش از گرفتن مدرک کارشناسی ارشد هنر (ma)از دانشکده مطالعات شرقی و آفریقایی، در بی‌بی‌سی عربی شاغل بود. او مدرک دکترایش را از دانشگاه ادینبرو اخذ کرد. نیکول در دانشگاه یرموک اردن هنر و معماری اسلامی تدریس می‌کرد. او همچنین عضو هیئت تحریریه مجله تاریخ قرون وسطی بود.
حاصل ازدواج نیکول با همسر آمریکایی‌اش -کولت ژیرو- یک دختر و یک پسر است. او هم اکنون در چیپینگ بارنت لندن زندگی می‌کند. دیوید نیکول کتاب‌های زیادی را به رشته تحریر درآورده‌است که از آن میان کتاب ارتش ایران ساسانی او توسط محمد آقاجری به فارسی ترجمه شده و از سوی انتشارات ققنوس به چاپ رسیده‌است.

## کارهای چاپ شده
- (1990) Attila and the nomad hordes: warfare on the Eurasian steppes 4th-12th centuries, Osprey Publishing, شابک ‎۰−۸۵۰۴۵−۹۹۶−۶
- (1991) French Medieval Armies 1000-1300. London: Osprey Publishing, شابک ‎۱−۸۵۵۳۲−۱۲۷−۰
- (1992) Arthur and the Anglo-Saxon Wars: Anglo-Celtic Warfare, A.D.410-1066, Osprey Publishing, شابک ‎۰−۸۵۰۴۵−۵۴۸−۰
- (1993) Armies of the Muslim Conquest, Osprey Publishing, شابک ‎۱−۸۵۵۳۲−۲۷۹-X
- (1993) Hattin 1187: Saladin's Greatest Victory, Osprey Publishing, شابک ‎۱−۸۵۵۳۲−۲۸۴−۶
- (1994) The Ottoman Army 1914-1918, Osprey Publishing
- (1995) Medieval Warfare Source Book: Warfare in Western Christendom, Brockhampton Press, شابک ‎۱−۸۶۰۱۹−۸۸۹−۹
- (1996) Medieval Warfare Source Book: Christian Europe and its Neighbours, Brockhampton Press, شابک ‎۱−۸۶۰۱۹−۸۶۱−۹
- (1997) The History of Medieval Life, Hamlyn
- (1998) Crusader Warfare: Muslims, Mongols and the Struggle Against the Crusades, Osprey Publishing, شابک ‎۱−۸۵۵۳۲−۶۹۷−۳
- (1999) Arms and Armour of the Crusading Era, 1050-1350: Western Europe and the Crusader States, Greenhill Books, شابک ‎۱−۸۵۳۶۷−۳۴۷−۱
- (2000) Crecy, 1346: Triumph of the Black Prince, Osprey Publishing, شابک ‎۱−۸۵۵۳۲−۹۶۶−۲.
- (2000) French Armies of the Hundred Years War. London: Osprey Publishing, شابک ‎۱−۸۵۵۳۲−۷۱۰−۴.
- (2001) Knight Hospitaller, volumes I and II; Osprey Publishing, Botley, Oxfordshire
- (2002) Warriors and Their Weapons Around the Time of the Crusades: Relationships Between Byzantium, the West and the Islamic World, Ashgate, شابک ‎۰−۸۶۰۷۸−۸۹۸−۹
- (2004) Poitiers 1356: The Capture of a King, Osprey Publishing, شابک ‎۱−۸۴۱۷۶−۵۱۶−۳.
- (2005) Crusader Castles in the Holy Land 1192-1302. Osprey Publishing, شابک ‎۱−۸۴۱۷۶−۸۲۷−۸.
- (2005) Crecy 1346: Triumph of the Longbow, Greenwood Press, شابک ‎۰−۲۷۵−۹۸۸۴۳−۰
- (2007) Crusader Castles in Cyprus, Greece and the Aegean 1191-1571, Osprey Publishing, شابک ‎۱−۸۴۱۷۶−۹۷۶−۲.
- (2007) Fighting for the Faith: Crusade and Jihad 1000-1500 AD, Pen & Sword Military, شابک ‎۱−۸۴۴۱۵−۶۱۴−۱
- (2011) Saladin: Leadership - Strategy - Conflict. Osprey Publishing, شابک ‎۹۷۸−۱−۸۴۹۰۸−۳۱۷−۱
- (2012) The Fall of English France 1449-53. Osprey Publishing, شابک ‎۹۷۸−۱−۸۴۹۰۸−۶۱۶−۵.

### همکاری‌ها
- (2005) with Christopher Gravett: Battles of the Middle Ages, Greenwood Press, شابک ‎۰−۲۷۵−۹۸۸۳۷−۶
- (2007) with J. Haldon and Stephen Turnbull: Fall of Constantinople: The Ottoman Conquest of Byzantium, Osprey Publishing, شابک ‎۱−۸۴۶۰۳−۲۰۰−۸

### به عنوان ویراستار
- (2002) Companion to Medieval Arms and Armour, Boydell Press, شابک ‎۰−۸۵۱۱۵−۸۷۲−۲